# Fotheringay (album)
Fotheringay je stejnojmenné album folk-rockové skupiny, vydané v roce 1970 u A&M Records. Pro zpěvačku Sandy Denny to bylo její první album po skončené spolupráci se skupinou Fairport Convention, pro skupinu Fotheringay to bylo její první a zároveň poslední album. Album bylo nahráno s bývalým členem skupiny Eclection a budoucím manželem Sandy Denny, Trevorem Lucasem, společně s Gerry Conwayem, Jerry Donahuem a Patem Donaldsonem. Album obsahuje pět skladeb od Sandy Denny, dále Dylanovu „Too Much of Nothing“ a Lightfootovu „The Way I Feel“.

## Seznam stop
1. Nothing More (Sandy Denny) - 4:37
2. The Sea (Denny) - 5:32
3. The Ballad of Ned Kelly (Trevor Lucas) - 3:34
4. Winter Winds (Denny) - 2:13
5. Peace in the End (Denny, Lucas) - 4:02
6. The Way I Feel (Gordon Lightfoot) - 4:46
7. The Pond and the Stream (Denny) - 3:20
8. Too Much of Nothing (Bob Dylan) - 3:55
9. Banks of the Nile (Traditional) - 8:04
10. Gypsy Davey (Traditional) - 3:52

## Obsazení
- Sandy Denny: zpěv, klavír, akustická kytara
- Trevor Lucas: zpěv, elektrická a akustická kytara
- Jerry Donahue: sólová kytara, sborový zpěv
- Gerry Conway: bicí, sborový zpěv
- Pat Donaldson: baskytara, sborový zpěv
- Linda Peters: sborový zpěv
- Tod Lloyd: sborový zpěv